# جيف هوكينز
جيف هوكينز (بالإنجليزية: Jeff Hawkins)‏ (و. 1957  م) هو شخصية أعمال، وعالم حاسوب، وباحث في مجال الذكاء الاصطناعي أمريكي، ولد في هنتنغتون، نيويورك، وهو عضوٌ في الأكاديمية الوطنية للهندسة.

## التعليم
تعلم في جامعة كورنيل، وجامعة كاليفورنيا، بركلي، وكلية الهندسة في جامعة كورنويل.

## روابط خارجية
- جيف هوكينز على موقع إن إن دي بي (الإنجليزية)